# 1541.
◄ | 15. stoljeće | 16. stoljeće | 17. stoljeće | ►
◄ | 1510-ih | 1520-ih | 1530-ih | 1540-ih | 1550-ih | 1560-ih | 1570-ih | ►
◄◄ | ◄ | 1538. | 1539. | 1540. | 1541. | 1542. | 1543. | 1544. | ► | ►►
Arhitektura • Astronomija • Glazba • Kazalište • Kiparstvo • Knjige • Književnost • Kršćanstvo • Medicina • Politika • Pravo • Promet • Slikarstvo • Znanost

## Događaji
- 29. kolovoza – Turci osvajaju Budim (današnja Budimpešta)

## Rođenja
- 25. ožujka – Francesco I de' Medici, veliki vojvoda Toskane († 1587.)
- El Greco, slikar († 1614.)
- Gelibolulu Mustafa Âlî, osmanski povjesničar († 1600.)

## Smrti
- 19. svibnja – Ivan Zrinski, hrvatski plemić
- 18. lipnja ? – Gazi Husrev-beg, bosanski paša (* 1480.)
- 26. lipnja – Francisco Pizarro, konkvistador u Peruu (ubijen) (* 1471-76)
- 4. srpnja – Pedro de Alvarado, konkvistador u srednjoj Americi
- kolovoz – Gül Baba, derviš i sultanov pratilac
- 24. rujna – Paracelsus, liječnik i alkemičar (* 1493.)
- 13. listopada – István Werbőczy, pravnik i državnik
- 22. prosinca – Hieronymus Jaroslaw Łaski, ugarski diplomat (* 1496.)

## Vanjske poveznice
|  | Zajednički poslužitelj ima još gradiva o temi 1541. |